# Fragment (graphisme)
Pour les articles homonymes, voir Fragment (homonymie).
Dans une carte graphique, un fragment est un élément indivisible destiné, à l'issue de son traitement dans le pipeline graphique, à déterminer la couleur d'un pixel.
Parmi ces traitements, on peut citer le calcul de la couleur à partir des coordonnées de textures, de la couleur des sommets du polygone, de l'éclairage, du brouillard.
Un fragment peut ne pas devenir un pixel à la suite d'une série de tests, parmi lesquels le test d'orientation de la face du polygone, le test de profondeur, le test de transparence, le test de stencil (pochoir).